# Rado Genorio
Rado Genorio, slovenski geograf in politik, * 27. april 1954, Stična.
Oktobra 2009 je postal državni sekretar v Kabinetu predsednika Vlade RS.
Septembra 2010 je bil imenovan za  veleposlanika - Stalnega predstavnika Republike Slovenije pri EU v Bruslju. Med letoma 2017 in 2022 (torej tudi v času predsedovanja Svetu Evropske unije) je bil veleposlanik v Kraljevini Belgiji.